# 도모쿤

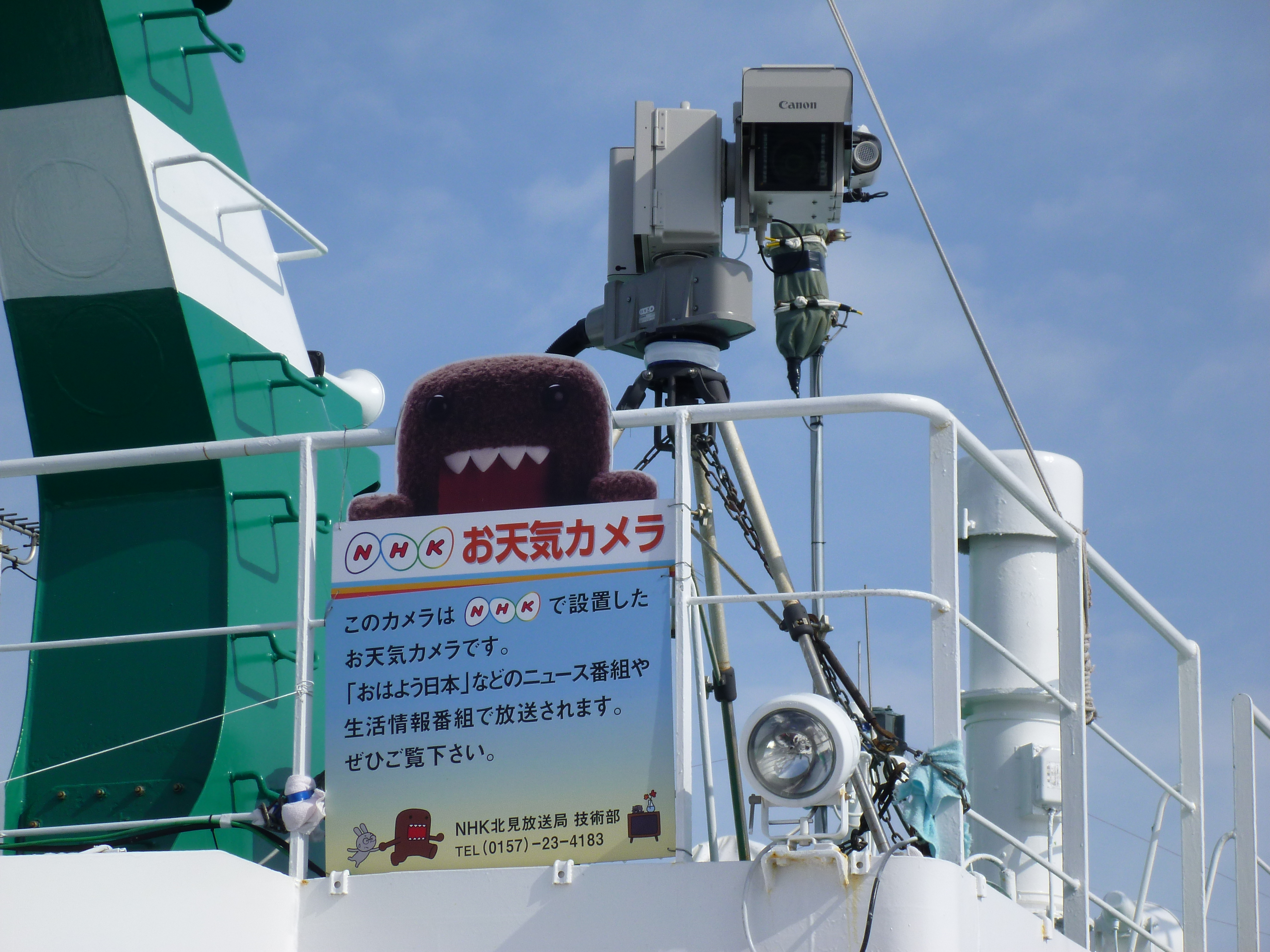
도모쿤과 날씨 카메라

도모쿤(일본어: どーもくん)은 일본의 방송사 NHK의 마스코트 캐릭터이다.

## 인기
도모쿤의 인기는 일본 뿐만 아니라 해외에서도 높고 캐릭터 상품이 여러 웹사이트에서도 판매되고 있다. 2010년 기준으로 캐릭터 상품은 북아메리카, 유럽, 아시아 각국의 22개국에서 판매되고, 미국에서의 관련 상품의 시장규모는 20억엔에 달한다. 텔레비전 프로그램 도모 TV는 세계 약 101개 이상의 나라·지역에서 방송되었다.